# Whitemore
Whitemore är en ort i Australien. Den ligger i regionen Meander Valley och delstaten Tasmanien, i den sydöstra delen av landet, omkring 150 kilometer norr om delstatshuvudstaden Hobart.
Runt Whitemore är det mycket glesbefolkat, med 2 invånare per kvadratkilometer.. Närmaste större samhälle är Westbury, nära Whitemore. 
Trakten runt Whitemore består till största delen av jordbruksmark. Genomsnittlig årsnederbörd är 1 605 millimeter. Den regnigaste månaden är juli, med i genomsnitt 178 mm nederbörd, och den torraste är februari, med 73 mm nederbörd.